# Filmfare Award de la meilleure actrice dans un second rôle en tamoul
Le prix Filmfare de la meilleure actrice dans un second rôle en tamoul est une récompense attribuée depuis 2003 par le magazine indien Filmfare dans le cadre des Filmfare Awards South annuels pour les films en tamoul (Kollywood),.

## Nominations et lauréats

### Années 2000
- 2002 : Sneha - Unnai Ninaithu[3]

- 2003 : Sangeetha - Pithamagan[4]
  - Reemma Sen - Dhool
  - Sridevi Vijaykumar - Priyamana Thozhi

- 2004 : Mallika - Autograph[5]

- 2005 : Saranya Ponvannan - Thavamai Thavamirundhu[6]

- 2006 : Saranya Ponvannan - Em Mahan[7]

- 2007 : Sujatha Sivakumar - Paruthiveeran[8]

- 2008 Simran - Vaaranam Aayiram [9]
  - Aishwarya - Abhiyum Naanum
  - Kushboo - Pazhani
  - Lakshmi Rai - Dhaam Dhoom
  - Saranya Mohan - Yaaradi Nee Mohini

- 2009 Shammu - Kanchivaram[10]
  - Abhinaya - Naadodigal
  - Anuja Iyer - Unnaipol Oruvan
  - Renuka - Ayan
  - Sujatha - Pasanga

### Années 2010
- 2010 : Saranya Ponvannan - Thenmerku Paruvakaatru
  - Andrea Jeremiah - Aayirathil Oruvan
  - Carole Palmer - Madrasapattinam
  - Manorama - Singam
  - Sangeetha - Manmadan Ambu

- 2011 Ananya – Engaeyum Eppothum
  - Amala Paul – Deiva Thirumagal
  - Lakshmi Rai – Mankatha
  - Manisha Koirala – Mappillai
  - Mithra Kurian – Kaavalan

- 2012 Saranya Ponvannan – Neerparavai
  - Saranya Ponvannan – Oru Kal Oru Kannadi
  - Nandita Das – Neerparavai
  - Vidyullekha Raman – Neethane En Ponvasantham
  - Amy Jackson – Thandavam

- 2013 - Dhansika – Paradesi[11]
  - Nandita – Ethir Neechal
  - Nazriya Nazim – Raja Rani
  - Padmapriya – Thanga Meengal
  - Taapsee Pannu - Arrambam

- 2014 - Riythvika – Madras[12]
  - Anaika Soti - Kaaviya Thalaivan
  - Kovai Sarala – Aranmanai
  - Saranya Ponvannan - Velaiyilla Pattathari
  - Seetha – Goli Soda

- 2015 : Raadhika Sarathkumar - Thanga Magan[13]

- 2016 : Dhansika - Kabali[14]